# Reignier-Ésery
Reignier-Ésery és un municipi francès, situat al departament de l'Alta Savoia i de la regió d'Alvèrnia-Roine-Alps.